# Auburn (Pennsylvanie)
Pour les articles homonymes, voir Auburn.
Auburn est un borough situé au sud-est du comté de Schuylkill, en Pennsylvanie, aux États-Unis,. En 2010, il comptait une population de 741 habitants. Il est incorporé le 6 mai 1857.

## Démographie
Lors du recensement de 2010, le borough comptait une population de 741 habitants. Elle est estimée, en 2019, à 703 habitants.

### Source de la traduction
- (en) Cet article est partiellement ou en totalité issu de l’article de Wikipédia en anglais intitulé « Auburn, Pennsylvania » (voir la liste des auteurs).